# Angulyagra polyzonata
Angulyagra polyzonata е вид охлюв от семейство Viviparidae. Видът не е застрашен от изчезване.

## Разпространение и местообитание
Разпространен е в Китай (Гуандун, Джъдзян, Дзянси, Дзянсу, Фудзиен, Хунан и Юннан).
Обитава сладководни басейни, реки и потоци.